# Campionamento (chimica)
Nell'analisi chimica, il campionamento è il primo passo del processo analitico ed è rappresentato dall'insieme di operazioni necessarie alla preparazione del campione, ovvero la quantità di sostanza o la parte di un materiale che dovrà essere sottoposta ad analisi e che dovrà rappresentare significativamente l'intero materiale, pertanto un errore in tale fase non può essere corretto e si ripercuoterà sull'intero processo.
Le modalità con cui il campionamento è stato eseguito rappresentano un'informazione molto importante - quando non essenziale - per il chimico che, in base a tali informazioni, potrà valutare la validità del campione stesso prima di sottoporlo all'analisi e la validità dei risultati ottenuti. Dati fondamentali risultano quindi essere:
- la natura del campione;
- l'obiettivo dell'analisi;
- le basi statistiche del campionamento eseguito;
- le modalità di trasporto e conservazione del campione prelevato.

Assumendo che la proprietà in studio abbia una distribuzione normale nella popolazione, aumentando il numero di determinazioni analitiche eseguite, il valore medio dei risultati analitici si avvicina al valore medio della popolazione. Tale numero non può però aumentare indefinitamente, considerando anche i costi del campionamento e dell'analisi viene scelto il numero minimo di analisi compatibile con l'accuratezza desiderata.

## Il piano di campionamento
Si definisce piano di campionamento l'insieme delle operazioni, generalmente predeterminate, per la localizzazione, il prelievo, il trasporto e il trattamento di un campione da una popolazione. Esso pertanto deve programmare nel dettaglio le operazioni di campionamento secondo criteri e disposizioni che in alcuni casi sono stabilite da normative tecniche di riferimento.
La predisposizione del piano di campionamento, finalizzato alla raccolta di una serie di campioni rappresentativi risulta fondamentale per una corretta descrizione del fenomeno investigato. La definizione degli obiettivi (ricerca, monitoraggio, controllo, ecc.) è una fase cruciale di tutto il processo, in quanto rappresenta un fattore condizionante l’intero approccio sperimentale che comprende:
- la scelta del numero e della localizzazione dei punti di campionamento,
- la determinazione della frequenza, della durata e delle procedure di prelievo,
- il successivo trattamento dei campioni,
- la scelta delle più adeguate metodiche analitiche da utilizzare.

La predisposizione di un piano di campionamento, che conduca ad una serie di campioni rappresentativi del fenomeno da descrivere, implica oltre ad una conoscenza preliminare del sistema da analizzare, una chiara definizione degli obiettivi da perseguire. Un piano di campionamento deve quindi prevedere:
- la definizione dell’obiettivo;
- la descrizione del sito di campionamento;
- la strategia di campionamento;
- l’indicazione delle matrici da campionare;
- le metodiche di campionamento;
- la numerosità dei campioni;
- la durata del campionamento;
- la frequenza del campionamento;
- il numero di addetti e delle loro competenze necessarie per la conduzione del campionamento;
- la pianificazione logistica del campionamento (mezzi di trasporto, luoghi di accesso, ecc.);
- le modalità di trasporto dei campioni;
- la conservazione dei campioni;
- il controllo della qualità;
- la pianificazione della sicurezza sul lavoro;
- la definizione del tipo di documentazione che deve essere utilizzato durante tutto il programma di campionamento.

I programmi di campionamento dovrebbero tenere conto delle variazioni di temperatura, sia a breve che a lungo termine, poiché queste possono influenzare la natura del campione e l'efficacia delle attrezzature utilizzate per il prelievo. In campo microbiologico, indipendentemente dagli strumenti e dalle modalità adottate, il prelievo del campione da sottoporre all'analisi deve essere attuato in condizioni di sterilità onde evitare la contaminazione del materiale in esame con specie estranee.

## Criteri di campionamento
Nel caso di campionamenti ufficiali, i criteri di campionamento sono tre:
1. casuale o non mirato: indica il campionamento ufficiale programmato nell’ambito di un piano di monitoraggio, atto a valutare l’evoluzione nel tempo di un determinato fenomeno, in riferimento ad obiettivi o requisiti predefiniti;
2. mirato: indica il campionamento ufficiale programmato nell’ambito di un piano di sorveglianza che tiene conto di taluni criteri di rischio potenziale per gli animali, l’uomo e l’ambiente e delle precedenti non conformità;
3. su sospetto: è un campionamento ufficiale non programmato, ma effettuato sulla base di:
  - sospetto di irregolarità (in base a filoni d’indagine, notizie anamnestiche, segnalazione da parte di altri organi di controllo); 
    - emergenze epidemiologiche;
    - emergenze tossicologiche
    - eventi straordinari

## Strategie di campionamento

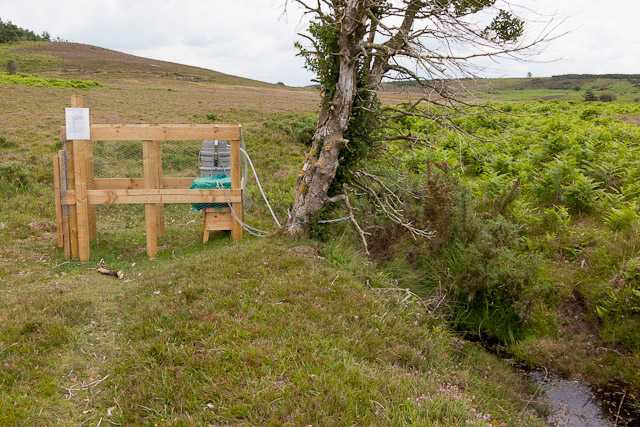
Campionamento medo dell'acqua

Esistono diversi tipi di campionamento:
- semplice o random: utilizzato per campioni omogenei;
- sistematico: condotto secondo una procedura standardizzata basata su criteri precisi (es. tempo o massa del campione);
- stratificato: suddivide la popolazione in gruppi, o strati (es. origine geografica), dai quali vengono prelevati i campioni;
- preferenziale o ragionato: attraverso esperienze dirette visive in campo o in base ad esperienze del passato, conoscenza dei luoghi, esperienza dell’operatore, condizioni fisiche locali ed informazioni raccolte permette di definire in modo appunto “ragionato” i siti di prelievo.

Esistono inoltre:
- il campionamento istantaneo: il prelievo di un singolo campione in un’unica soluzione in un punto determinato ed in un tempo molto breve;
- il campionamento medio: consiste nell’ottenere un campione effettuando prelievi in un dato intervallo di tempo in maniera continua o discontinua e si distingue a sua volta in:
  - medio-composito: realizzato mescolando un numero di campioni istantanei prelevati ad opportuni intervalli di tempo, in modo proporzionale o non alla portata;
  - medio-continuo: effettuato prelevando in maniera continua e per un dato intervallo di tempo, una porzione dell’effluente, proporzionale o non alla portata del medesimo.

La scelta della strategia dipende anche dall’utilizzazione prevista dei dati: i campioni per scopi legali dovrebbero essere preferibilmente casuali ed avere una elevata numerosità, mentre i campioni per studi di ricerca possono essere più efficaci e rappresentativi se prelevati mediante un tipo di campionamento preferenziale o sistematico. Spesso una combinazione dei diversi tipi è l’approccio migliore.

## Apparecchiature
Tutti gli strumenti utilizzati per il campionamento devono essere progettati e fabbricati in modo da poter svolgere la loro funzione e preservare le caratteristiche originali delle merci da cui sono prelevati i campioni. Devono rispettare i seguenti requisiti generali:
- devono essere sufficientemente robusti per resistere alle operazioni di manipolazione;
- devono essere facili da pulire;
- devono essere realizzati in tutte le parti con materiali resistenti:
  - agli effetti delle matrici da cui sono prelevati i campioni (es. acidi della frutta o prodotti chimici);
  - ai prodotti utilizzati per la pulizia (ad es. candeggianti o tensioattivi);
- devono inoltre essere conformi ai requisiti di sicurezza.

Di seguito un elenco dei principali strumenti utilizzati per il campionamento:
- Liquidi
  1. Campionatori a pompa
  2. Campionatori ad immersione
  3. Campionatori a pipetta
  4. Campionatori a bicchiere
    - mestolo
    - bottiglia zavorrata

  5. Campionatori a tubo e stantuffo
  6. Campionatori automatici

- Solidi
  1. Campionatori a lancia
  2. Tubi campionatori
  3. Campionatori a zone
  4. Palette
  5. Campionatori a sonda
  6. Campionatori per prodotti congelati
  7. Perforatori a mano
  8. Divisore di campioni
  9. Analizzatori in situ

- Gas
  1. Cilindri di campionamento
- Campioni biologici[8][9]
  1. Provette
  2. Tamponi:
    - Tamponi rinofaringei
    - Tamponi nasali
    - Tamponi orofaringei

  3. Contenitori per urinocoltura
  4. Contenitori per coprocoltura
  5. Citobrush
  6. Ago aspirato

Altri strumenti si possono utilizzare per l'aggregazione dei campioni primari o per le operazioni di omogeneizzazione, separazione, riduzione, quartatura, ecc. dei campioni finali. A questo scopo si possono impiegare vari tipi di scatole di plastica o metallo, fusti, taniche, secchi, ecc. con agitatori adatti. Per calare e sollevare i contenitori a immersione nei prodotti da campionare si possono utilizzare vari tipi di cavi e avvolgicavo ad azionamento manuale.
Gli strumenti destinati al campionamento di prodotti petroliferi, solventi organici, altri liquidi e gas facilmente infiammabili devono essere approvati per tale impiego. Devono essere realizzati in materiali sufficientemente elettroconduttivi da impedire l'accumulo di elettricità statica e non devono generare scintille a contatto con altri oggetti metallici.
Va tenuto presente che non sempre è necessario utilizzare attrezzature chimicamente resistenti e costose per il campionamento a breve termine, se queste possono essere facilmente sostituite e se la contaminazione del campione da prodotti corrosivi non è significativa.
Gli strumenti di campionamento utilizzati per il prelievo di campioni in profondità da liquidi devono essere collegati a un cordino, filo o catena di lunghezza sufficiente a raggiungere la profondità di prelievo dei campioni. I cordini, fili e catene utilizzati per il campionamento di liquidi estremamente infiammabili devono essere realizzati in materiali che impediscano l'accumulo di elettricità statica.
|                       | Acciaio inossidabile | Alluminio | Titanio | PTFE | Poliammide | Vetro |
| --------------------- | -------------------- | --------- | ------- | ---- | ---------- | ----- |
| Anidride carbonica    | x                    | x         | x       | -    | x          | x     |
| Monossido di carbonio | x                    | x         | x       | -    | x          | x     |
| Solfuro di carbonile  | x                    | x         | x       | -    | x          | x     |
| Elio                  | x                    | x         | x       | -    | x          | x     |
| Idrocarburi           | x                    | x         | x       | -    | x          | x     |
| Idrogeno              | x                    | x         | x       | -    | x          | x     |
| Acido solfidrico      | -                    | -         | x       | x    | x          | x     |
| Mercurio              | -                    | -         | x       | -    | -          | x     |
| Metanolo              | x                    | x         | x       | -    | -          | x     |
| Ossigeno              | x                    | x         | x       | -    | -          | x     |
| Tetraidrotiofene      | -                    | -         | x       | x    | x          | x     |
| Tioli                 | -                    | -         | x       | x    | x          | x     |
| Acqua                 | -                    | -         | x       | -    | -          | x     |

## Modalità di campionamento

### Gas

#### Gas naturale
Il campionamento del gas naturale è essenziale per la determinazione della qualità del gas, al bilanciamento dei processi industriali e ai contratti di trasferimento. Esistono diverse tecniche di campionamento, tra cui:
- campionamento spot: prevede il riempimento manuale di un cilindro di campionamento collegato alla tubazione tramite una sonda e un separatore. È adatto solo per flussi di gas con composizione e velocità costanti;
- campionamento composito: raccoglie campioni periodici basati sul tempo o sul flusso volumetrico, creando un campione rappresentativo della composizione del gas durante il periodo di campionamento;
- cromatografia in linea: utilizza un cromatografo per analizzare in tempo reale la composizione del gas, fornendo dati aggiornati per il calcolo del volume e della qualità del gas;
- metodo di riempimento e svuotamento: il campione viene raccolto ripetutamente in un cilindro per garantire la rappresentatività del gas;
- metodo a velocità controllata: il gas viene prelevato a una velocità costante per evitare alterazioni della composizione;
- metodo con contenitore evacuato: il campione viene aspirato in un contenitore sottovuoto, minimizzando la contaminazione;
- metodo a pressione ridotta: il gas viene prelevato riducendo la pressione per evitare variazioni nella sua composizione;
- metodo con cilindro a pistone flottante: utilizza un cilindro con pistone mobile per mantenere la pressione costante durante il prelievo.

#### Gas atmosferico
Esistono tre modi per raccogliere i composti in un campione di fase gassosa. Un campionatore può raccogliere il campione di gas in un contenitore, pompare attivamente il vapore attraverso un tubo adsorbente, una soluzione o un filtro, oppure affidarsi alla raccolta passiva su un letto adsorbente.
Il campione può essere raccolto nel contenitore in modo passivo, sfruttando la depressione del contenitore evacuato per favorire la raccolta, oppure in modo attivo, utilizzando una pompa per riempire il contenitore. Dopo la raccolta, il contenitore viene sigillato e trasportato al laboratorio per l'analisi. Il campione viene definito “campione di aria intera” e i composti rimangono nella matrice gassosa all'interno del contenitore.
Come regola generale, il campionamento dell'aria intera è appropriato quando i composti target sono chimicamente stabili e hanno pressioni di vapore superiori a 0,1 torr a 25°C e 760 mm Hg. La prestazione di un determinato composto in un campione di aria intera dipende dalle sue proprietà chimiche, dalla matrice del campione e dal grado di inerzia del contenitore.

#### Gas interstiziale
Esistono vari metodi per il campionamento di gas dal suolo:
- sistema Geoprobe: utilizza tubi e sonde per raccogliere campioni di gas dal suolo a diverse profondità;
- impianto permanente: consiste nell'installazione di dispositivi permanenti per il monitoraggio a lungo termine dei gas interstiziali realizzati in acciaio inox e possono essere posizionati a varie profondità;
- campionamento sotto lastra (sub-slab Sampling): utilizzato per raccogliere gas sotto edifici e strutture. Può essere temporaneo o permanente, a seconda delle esigenze del progetto;
- campionamento con canister: i campioni vengono raccolti in contenitori sigillati.

### Liquidi
Il campionamento può essere di tipo:
- statico: i prelievi vengono effettuati in punti specifici;
- dinamico: i prelievi vengono effettuati in tempi diversi su una massa in movimento.

Bisogna tener presente che il flusso può cambiare da laminare a turbolento e viceversa. Idealmente, i campioni dovrebbero essere prelevati da liquidi turbolenti e ben miscelati e, ove possibile, la turbolenza dovrebbe essere indotta nei flussi laminari, tranne nei casi in cui devono essere raccolti campioni per la determinazione dei gas disciolti e dei materiali volatili, la cui concentrazione può essere alterata dalla turbolenza indotta.
Il personale addetto al campionamento deve garantire che il "flusso inverso", che può verificarsi in altre parti del sistema, non provochi contaminazione nel punto di prelievo. Si possono verificare in qualsiasi momento "masse discrete" di materiale (es. contaminanti disciolti, solidi, materiali volatili o strati oleosi superficiali). Questi devono essere catturati all'interno di qualsiasi programma di campionamento progettato per produrre campioni validi e rappresentativi.
Quando il campionamento avviene attraverso tubazioni, i liquidi da campionare devono essere pompati attraverso tubi di dimensioni adeguate e con velocità lineari sufficientemente alte da mantenere caratteristiche di flusso turbolento. Bisogna evitare tubazioni orizzontali. Per il campionamento di liquidi eterogenei, si dovrebbero utilizzare tubi con un diametro nominale minimo di 25 mm. Quando si campionano liquidi corrosivi o abrasivi, bisogna considerare la resistenza delle attrezzature.
Il campionamento delle acque per la determinazione dei solidi sospesi deve essere eseguito con attenzione, soprattutto per il monitoraggio e l'analisi della qualità delle acque dolci, in particolare nei sistemi di acque correnti come fiumi e torrenti. Il campionamento dei costituenti volatili deve essere eseguito con cautela. Il materiale da campionare deve essere pompato con il minimo sollevamento a depressione. Tutte le tubazioni devono essere mantenute piene dell'acqua da campionare, e il campione deve essere prelevato da una tubazione pressurizzata dopo aver eliminato una parte del materiale per garantire che il campione raccolto sia rappresentativo.
Il campionamento di miscele di acque con densità diverse deve essere effettuato con attenzione poiché, ad esempio, può verificarsi stratificazione nel flusso laminare con acqua dolce che si sovrappone all'acqua salata. Occorre sempre considerare la possibile presenza di liquidi tossici o vapori e l'accumulo di gas esplosivi in una situazione di campionamento. Le variazioni delle condizioni meteorologiche possono indurre notevoli cambiamenti nella qualità dell'acqua, tali variazioni devono essere registrate e prese in considerazione nell'interpretazione dei risultati.

#### Gas liquefatti
Quando si campionano gas liquefatti, un campione rappresentativo viene ottenuto prelevando dalla fase liquida, tuttavia, può essere occasionalmente necessario campionare la fase vapore. Il campionamento dalla fase liquida si suddivide ulteriormente in campionamento in forma liquida o campionamento dopo evaporazione. Il metodo di campionamento utilizzato è normalmente determinato sulla base di una revisione delle proprietà fisiche del gas liquefatto, come la pressione di vapore, ecc. Generalmente, i gas liquefatti ad alta pressione richiedono evaporazione, mentre i gas liquefatti a bassa pressione possono essere campionati nella fase liquida.

### Solidi
Il campionamento solido (SS) è il termine applicato per ottenere informazioni sulla composizione elementare direttamente da un campione senza un intenso trattamento chimico o con una preparazione minima. Nel campo specifico della determinazione degli elementi chimici, questa modalità offre diversi vantaggi rispetto ai metodi di chimica umida, come:
- una pretrattamento semplice e veloce dei campioni,
- rischi ridotti di contaminazione e perdita degli analiti,
- maggiore rilevabilità degli analiti, poiché i campioni non vengono diluiti,
- minore uso di reagenti pericolosi e ridotta produzione di rifiuti,
- necessità di una quantità minima di campione,
- analisi e risultati ottenuti con un'elevata produttività analitica.

#### Merci
Nel caso di prodotti sfusi trasportati senza imballaggio, quantità uguali di campioni incrementali vengono prelevate da cinque o più posizioni all'interno della partita di merce. Il numero di campioni incrementali da raccogliere dipende dalla quantità dei beni, dal contenitore in cui sono conservati e dalle possibilità pratiche di campionamento. I campioni incrementali vengono raccolti in un recipiente per la miscelazione e, dopo essere stati mescolati accuratamente, viene formato un campione aggregato. Il campione finale viene ottenuto utilizzando il sistema di suddivisione del campione.

#### Suolo
La metodologia d’indagine maggiormente utilizzata è quella del sondaggio geognostico. Le profondità da raggiungere per ogni singolo sondaggio, considerati gli opportuni arrotondamenti dovuti all’impiego della tecnica di perforazione.

### Campioni biologici

#### Sangue
Il campione viene raccolto attraverso prelievo ematico e inserito in provette diverse a seconda del tipo di analisi che si deve effettuare (es. provetta per emocoltura, provetta con citrato, provetta senza additivi, provetta con attivatore della coagulazione, provetta con eparina, provetta con EDTA, provetta con inibitore della glicolisi).

#### Vie respiratorie
Il prelievo del tampone rinofaringeo e orofaringeo è una procedura che consiste nel prelievo di muco che riveste le cellule superficiali della mucosa del rinofaringe o dell'orofaringe, mediante un tampone.

## Etichettatura del campione

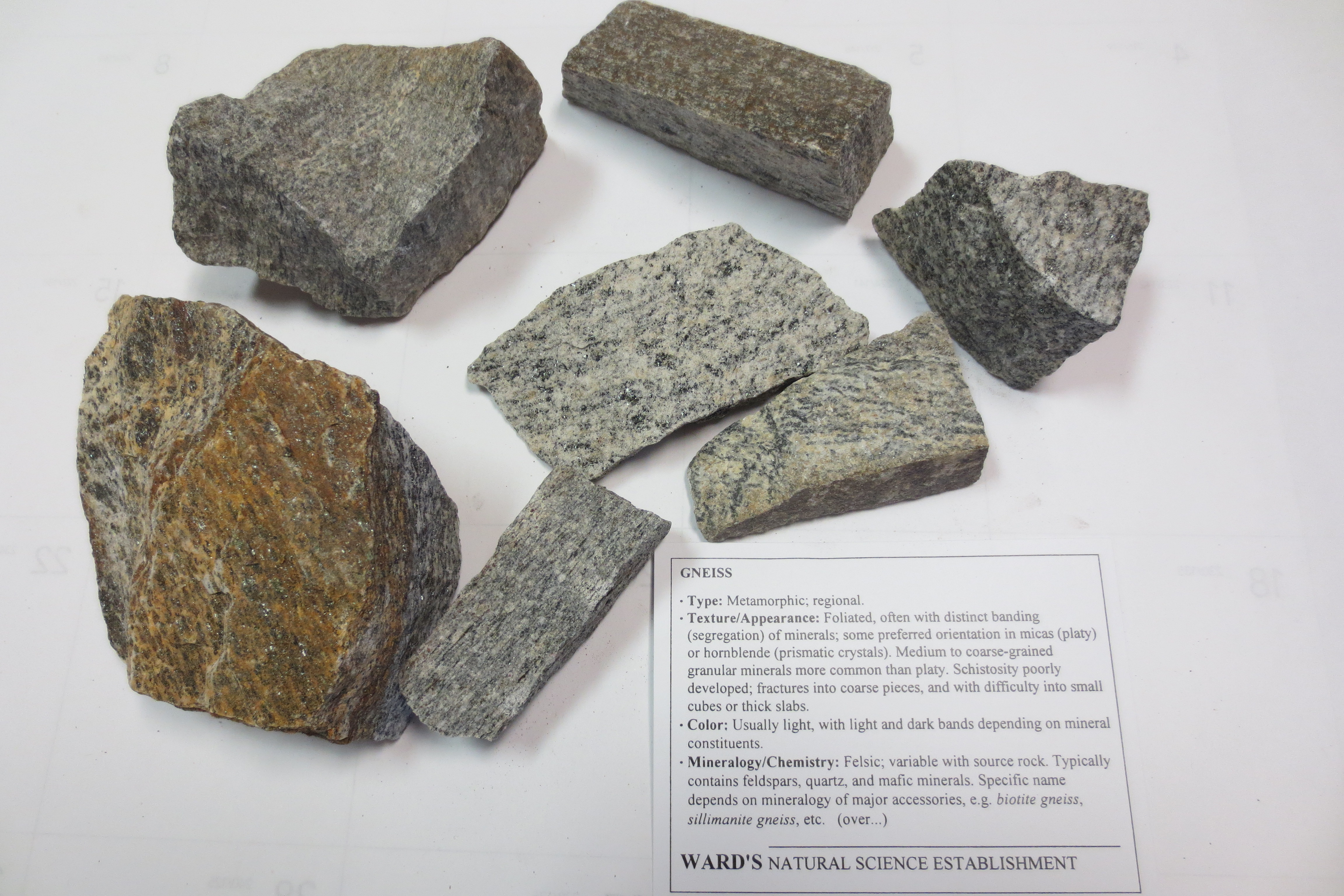
Etichetta campione geologico

Ogni campione deve essere etichettato includendo le seguenti informazioni:
- numero identificativo univoco del campione,
- data e ora del campionamento,
- luogo di campionamento,
- tipo di campione,
- stato del campione al momento del prelievo,
- nome e cognome di chi ha effettuato il campionamento

Nel caso di campioni ambientali è utile includere anche le seguenti informazioni:
- condizioni ambientali al momento del prelievo.

Nel caso di campioni biologici devono inoltre essere incluse le seguenti informazioni:
- nome e cognome del paziente,
- data di nascita del paziente,
- indirizzo del paziente,
- identificazione del richiedente,
- tipo di prelievo,
- localizzazione topografica,
- lateralità del prelievo,
- numero di contenitori,
- notifica di rischio biologico.

## Trasporto e conservazione del campione
Conservare un campione significa garantire la stabilità e la inalterabilità di tutti i suoi costituenti nell’intervallo di tempo che intercorre tra il prelievo e l’analisi. Questi aspetti non sono realizzabili al 100% ma è possibile ricorrere ad accorgimenti al fine di ridurre al minimo le alterazioni, salvaguardando la rappresentatività del campione.

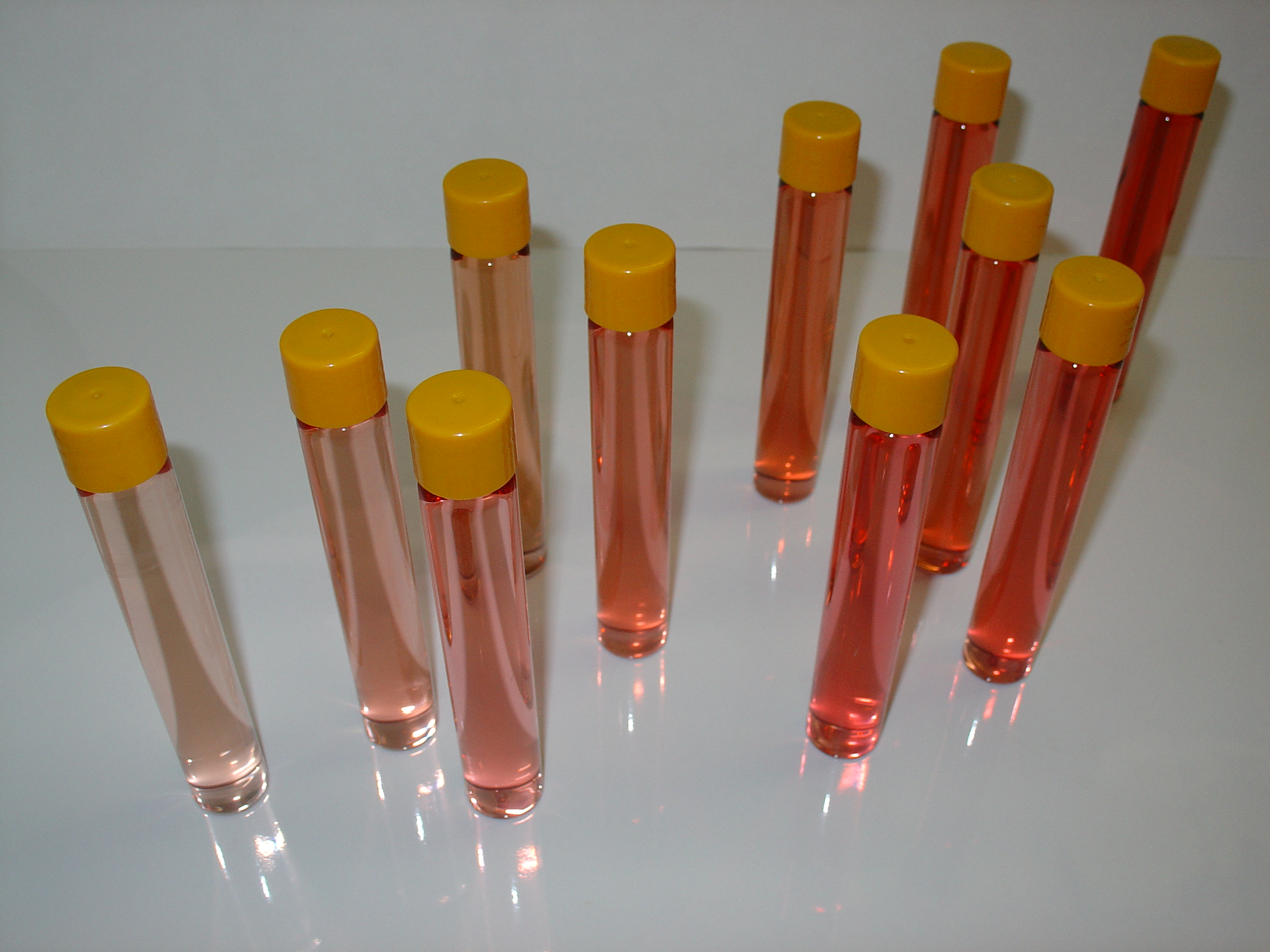
Contenitori in vetro

Un campione ambientale, nel momento stesso in cui viene separato e confinato in un recipiente non rappresenta più, a stretto rigore, il sistema di origine. Da quel momento il campione inizia a modificarsi fisicamente (evaporazione, sedimentazione, adsorbimento alle pareti del contenitore, ecc.), chimicamente (reazioni di neutralizzazione, trasformazioni ossidative ecc.) e biologicamente (attacco batterico, fotosintesi ecc.).
I contenitori utilizzati per la raccolta e il trasporto dei campioni non devono alterare il valore di quei parametri di cui deve essere effettuata la determinazione, in particolare:
- non devono cedere o adsorbire sostanze, alterando la composizione del campione;
- devono essere resistenti ai vari costituenti presenti nel campione;
- devono garantire la perfetta tenuta, anche per i gas disciolti e per i composti volatili, ove questi siano oggetto di determinazioni analitiche.

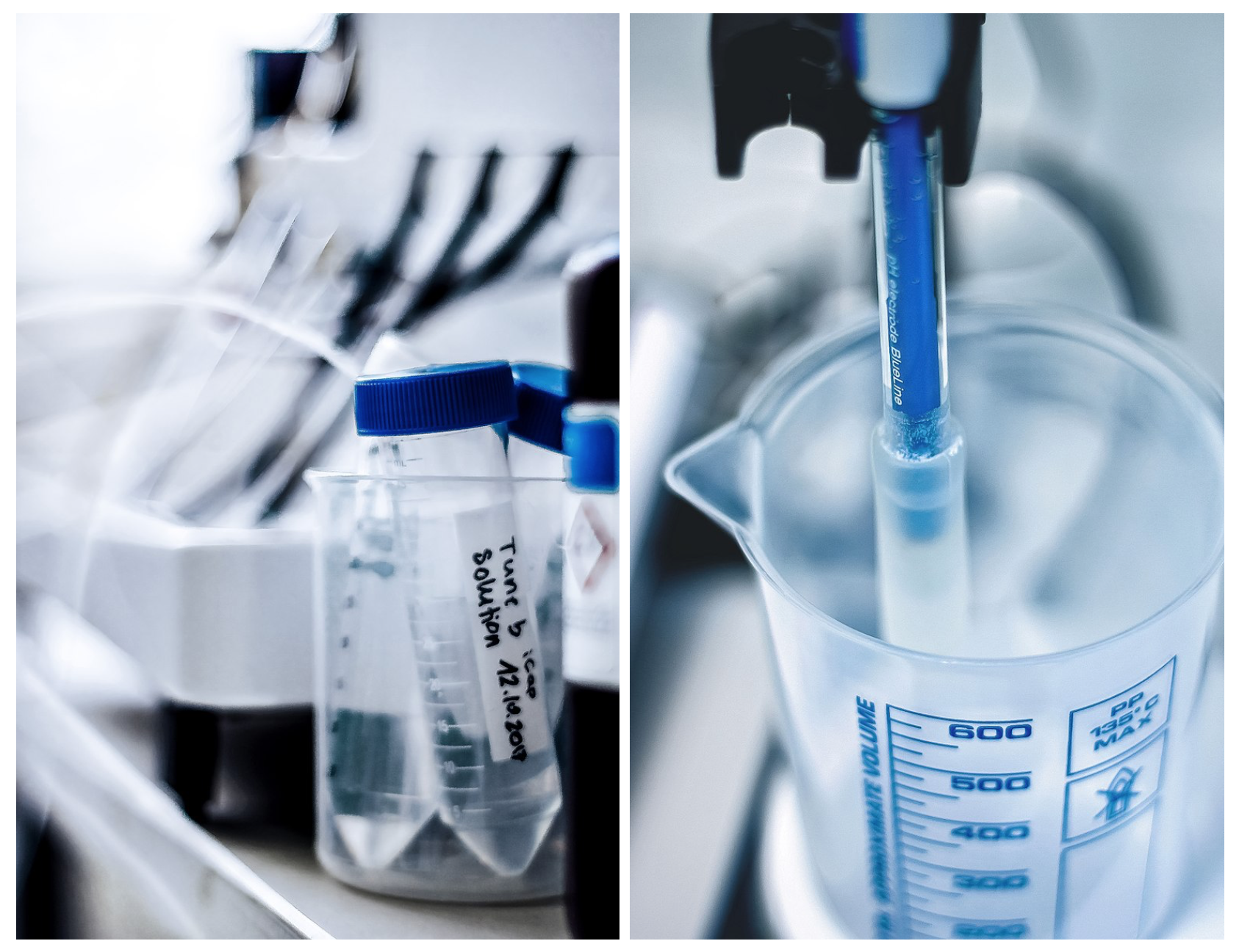
Contenitori in plastica per campioni

I materiali più usati per i contenitori sono generalmente il vetro e la plastica. Esistono in commercio diverse qualità di vetro che si differenziano per la composizione e per la resistenza agli agenti fisici e chimici. Tra questi i più indicati sono il vetro Pyrex (boro-silicato) e il Vycor (ad alto contenuto di silicio).
Nel caso in cui non sia richiesta una particolare impermeabilità ai gas o nel caso in cui non vi siano interferenze dovute agli additivi organici (es. plastificanti), si può ricorrere all’uso di materiale plastico che presenta il vantaggio di essere leggero, resistente all’urto ed economico. In questi casi, il polietilene presenta il vantaggio di essere più resistente agli agenti chimici ed alle variazioni termiche e presenta inoltre una buona resistenza all’urto.
Tra le materie plastiche vengono anche utilizzati contenitori in altro materiale polimerico come il policarbonato (soprattutto per campioni contenenti metalli), il teflon, il PVC e il polimetilpentene (TPX). Esistono infine contenitori in metallo (es. acciaio inox) usati per alcuni campionamenti particolari, materiali ceramici, PTFE e quarzo.

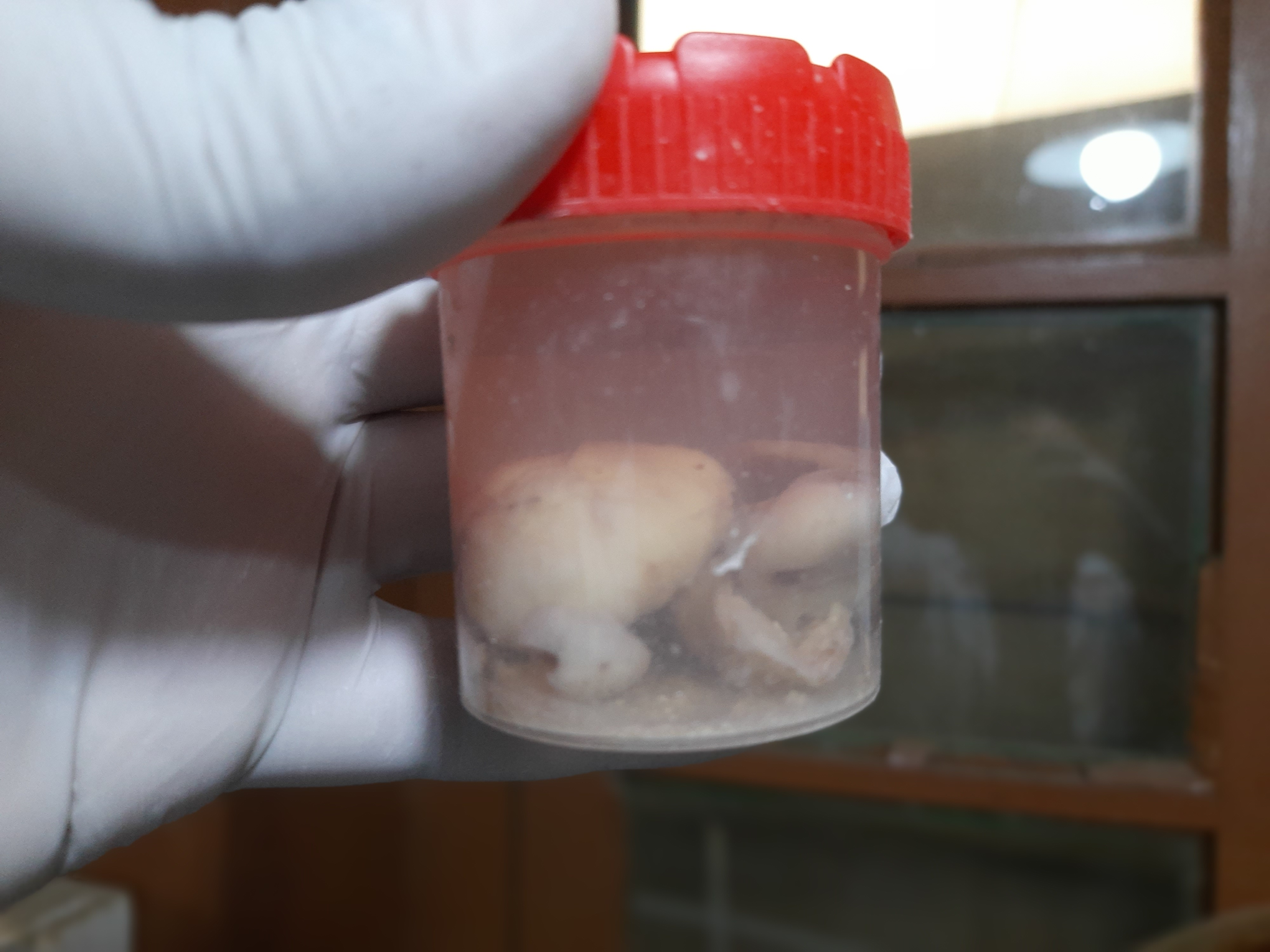
Biopsia in formalina

In campo microbiologico, prima dell'analisi, i campioni devono essere mantenuti a bassa temperatura (4 - 5°C), per evitare la moltiplicazione cellulare e la conseguente variazione della carica microbica. In campo medico i campioni possono essere conservati:
- a fresco: senza alcun fissativo;
- sottovuoto a 4°C;
- immersi in formalina.

Le attività di confezionamento e trasporto di campioni biologici, data la loro potenziale infettività, sono vincolate da specifiche procedure che devono garantire la sicurezza del personale coinvolto, impedire la dispersione di agenti infettanti o potenzialmente infettanti, far si che il campione arrivi a destinazione nei tempi e nelle condizioni ottimali per poter essere analizzato e l'attendibilità delle risposte. I campioni per le analisi sierologiche possono essere trasportati a temperatura ambiente ed è fortemente consigliata la consegna nello stesso giorno del prelievo.

## Incertezza
Numerose possono essere le fonti di incertezza che possono influire sui risultati delle analisi e le possibili fonti di errore. Gli studi disponibili mettono in evidenza che l’incertezza associata al campionamento può contribuire anche per il 30-50% all’incertezza associata al risultato analitico finale ed è di gran lunga più elevata rispetto all’incertezza associata alla fase analitica (circa il 5%).
Spesso trascurate, le variabili climatiche, idrologiche, morfometriche ecc., assumono in certi casi un’importanza chiave nell'interpretazione dei risultati. Un caso particolare di variabile strettamente legata alla fase di prelievo è la definizione esatta della posizione geografica del punto di raccolta dei campioni. Sia nel caso di fiumi, ma ancor più nel campionamento di laghi o acque sotterranee, è indispensabile registra re su carte geografiche di scala appropriata (1:10.000 o 1:25.000) le coordinate del luogo di prelievo.
La contaminazione del campione da parte delle apparecchiature di campionamento può rappresentare una rilevante fonte di incertezza da associare al risultato analitico. Deve essere quindi valutata la capacità di assorbire o rilasciare analiti da parte delle diverse componenti del sistema di campionamento (tubi, componenti in plastica o in metallo, ecc.).
Un ulteriore fattore che può condizionare la qualità di una misura di un campione ambientale, è rappresentato dal fenomeno di “cross-contamination”. Con tale termine si intende il potenziale trasferimento di parte del materiale prelevato da un punto di campionamento ad un altro, nel caso in cui non venga accuratamente pulita l’apparecchiatura di campionamento tra un prelievo ed il successivo. È fondamentale pertanto introdurre nell’ambito del processo di campionamento una accurata procedura di decontaminazione delle apparecchiature.
In campo biologico, dal momento in cui il campione di tessuto è asportato dal paziente sino al momento in cui è adeguatamente trattato con metodiche di fissazione o congelamento, sia l’architettura del tessuto (istologia), che le caratteristiche morfologiche (citologia) e biologiche (acidi nucleici e proteine) delle cellule che lo compongono possono andare incontro a processi di degradazione e alterazione. Questo processo degradativo se non adeguatamente controllato può limitare o impedire la diagnosi.
| Procedura                  | Sorgente d'incertezza                                            | Indice qualitativo d'incertezza  |
| -------------------------- | ---------------------------------------------------------------- | -------------------------------- |
| Definizione dell'area      | Variabilità spaziale, eterogeneità                               | Alto                             |
| Metodo di campionamento    | Rappresentatività statistica, contaminazione o perdite           | Alto, parzialmente controllabile |
| Numero di campioni         | Rappresentatività statistica                                     | Alto                             |
| Massa del campione         | Rappresentatività statistica                                     | Basso                            |
| Tempistica                 | Variabilità temporale                                            | Alto                             |
| Condizioni ambientali      | Irriproducibilità                                                | Molto alto                       |
| Imballaggio del campione   | Contaminazione o perdite a causa di strumenti e contenitori      | Controllabile                    |
| Conservazione del campione | Perdite per metabolismo, volatilizzazione, ecc.                  | Medio                            |
| Trasporto                  | Contaminazione e perdite per metabolismo, volatilizzazione, ecc. | Alto                             |

## Normativa e standard di riferimento
- Decreto Legislativo 3 aprile 2006, n. 152[21]

### Campionamento dell'aria
- Clean Air Act (USA)[22]
- Direttiva (UE) 2024/2881 del Parlamento europeo e del Consiglio, del 23 ottobre 2024, relativa alla qualità dell’aria ambiente e per un’aria più pulita in Europa[23]
- Decreto Legislativo 13 agosto 2010, n. 155[24]

### Campionamento delle acque
- ISO serie 5667[25]
- EU Water Framework Directive[26]
- Decreto Legislativo 23 febbraio 2023, n. 18[27]
- APAT-IRSA/CNR Man 29/2003 sezione 1030[28]
- Code of Federal Regulations - Title 40 - Chapter I (USA)[29]
- Water quality - Guidance on sampling techniques (Cina)
- DAO 2016-08 (Filippine)[30]

### Campionamento del suolo
- Decreto Ministeriale 25 ottobre 1999, n. 471[31]
- Decreto Ministeriale 1 marzo 2019, n. 46[32]
- D.M. 10 agosto 2012, n. 161 “Regolamento recante la disciplina dell’utilizzazione delle terre e rocce da scavo”[33]
- EPA - Soil sampling (USA)[34]

### Campionamento dei rifiuti
- Direttiva 2008/98/CE del Parlamento europeo e del Consiglio, del 19 novembre 2008
- UNI 10802:2023[35]
- Decreto Ministeriale 25 ottobre 1999, n. 471[31]

### Trasporto
- Direttiva 2014/103/UE della Commissione del 21 novembre 2014 che adegua per la terza volta al progresso scientifico e tecnico gli allegati della direttiva 2008/68/CE del Parlamento europeo e del Consiglio relativa al trasporto interno di merci pericolose.[36]
- ADR 2023 - Agreement concerning the International Carriage of Dangerous Goods by Road[37]
- ADN - European Agreement concerning the International Carriage of Dangerous Goods by Inland Waterways[38]
- Convenzione COTIF[39]
- IATA - Dangerous Goods Regulations (DGR)[40]
- WHO - Guidelines for the safe transport of infectious substances and diagnostic specimens[41]